# SN 2005mu
SN 2005mu – supernowa typu Ia odkryta 19 maja 2005 roku w galaktyce A213552-2627. W momencie odkrycia miała maksymalną jasność 17,40m.